# Província Borborema

Mapa de províncias geológicas do Brasil. A Província Borborema está localizada no extremo Nordeste do mapa

A Província Borborema é uma importante entidade geológica e geográfica localizada no Nordeste do Brasil. Compreende quase em totalidade os estados do Ceará, Rio Grande do Norte, Paraíba, Pernambuco e Alagoas, totalizando uma área de 380.000 km². Está limitada a norte e leste pelo Oceano Atlântico; a oeste pela Bacia do Parnaíba, e a sul pelo Cráton São Francisco.
Seu terreno é parte de um sistema de orógenos resultantes da colisão do paleocontinente Gondwana, ocorrida há 650 e 500 milhões de anos, evento geológico conhecido como Orogênese Brasiliana.
É dividida em três domínios: Setentrional, Central e Meridional. Esses domínios são separados por duas grandes zonas de cisalhamento de direção leste-oeste: o Lineamento Patos e o Lineamento Pernambuco. O relevo dessa região é caracterizada por cadeias de montanhas e mares de morros de direção nordeste-sudoeste lineares e sigmoides, típicos de movimentos das falhas transcorrentes.
É composto por rochas metamórficas de baixa a média pressão, recobertas por importantes bacias sedimentares como as bacias do Araripe, Potiguar e Jatobá. 

## Trabalhos pioneiros e divergências sobre a gênese da Província Borborema
Em comparação com outras porções do território brasileiro, como sudeste e sul, a região nordeste do Brasil teve sua geologia estudada em detalhe mais tardiamente, no último quarto do século XX. Trabalhos como o de Brito Neves (1975), Almeida et al. (1976), e Santos & Brito Neves (1984) foram pioneiros na compartimentação da Província Borborema, individualizando faixas de dobramentos marginais (Sergipana e Médio Coreaú), e interiores (Riacho do Pontal, Piancó-Alto Brígida, Seridó, Pajeú-Paraíba, Jaguaribeana, Rio Curu-Independência), formadas no Ciclo Brasiliano. Os autores também identificaram, alternados às faixas dobradas, maciços gnáissico-migmatítico-graníticos expressivos, mostrando idades Rb/Sr paleoproterozoicas e arqueanas, com retrabalhamento no Neoproterozoico (Pernambuco-Alagoas, Caldas Brandão, Rio Piranhas, Tauá, Santa Quitéria e Marginal do Cráton São Francisco. 

A consolidação das informações geológicas estabelecidas pelos referidos autores abriu caminho para divergências em relação à gênese da Província Borborema. Até o fim do século XX estava em voga uma hipótese que entende a Província Borborema como produto da amalgamação de terrenos tectono-estratigráficos alóctones, sendo a aglutinação final ocorrida na Orogênese Brasiliana, com ápice em torno de 580 Ma. Autores como Jardim de Sá (1994), Van Schmus et al. (1994) e Brito Neves et al. (2000) e Gomes (2000) advogaram a favor dessa tese à época. Já autores como Neves (2003) e Neves et al. (2006 e 2009) concebem a evolução geodinâmica da Província Borborema como retrabalhamento de uma crosta paleoproterozoica, consolidada em 2 Ga, durante a Orogênese Brasiliana, havendo formação e posterior inversão de bacias ensiálicas. Outra teoria, embasada no que ocorre com orógenos fanerozoicos, defendida por exemplo por Caxito et al. (2016), entende que o que se vê na região hoje é produto de um Ciclo de Wilson completo, com rifteamento, deriva, subducção e colisão. 

## Compartimentação e Evolução Tectônica

### Domínio Setentrional

#### Domínio Ceará Central
Arthaud (2007) fez a seguinte divisão para as rochas pré-cambrianas do Domínio Ceará Central, que sintetiza bem porém não aborda diretamente o Complexo Santa Quitéria:
- Embasamento Arqueano-Paleoproterozoico;
- Rochas metassedimentares deformadas e metamorfizadas;
- Granitos e diques neoproterozoicos;
- Depósitos molássicos originados durante e Orogênese Brasiliana;

As rochas metassedimentares formam uma sequência que incluem paragnaisses, micaxistos, quartzitos aluminosos, mármores e calciossilicáticas, compondo o Grupo Ceará, considerado de idade meso a paleoproterozoica, afetado pela deformação brasiliana e até mesmo também pela riaciana segundo alguns autores. A leste do Maciço de Santa Quitéria (granitos e migmatitos brasilianos) Arthaud (2007), baseado em idades SHRIMP U-PB em zircões detríticos e isótopos de Nd, propõe que nessa área os metassedimentos do Grupo Ceará fazem parte de uma margem passiva com início de deposição em cerca de 750 Ma. No fim do Ciclo Brasiliano ocorreu a intrusão de granitos alcalinos e imposição de enxames de diques básicos, microgranitos e riolitos alcalinos preenchendo fraturas de transtação.

#### Domínio Rio Grande do Norte
- Formação Jurucutu: biotita-epidoto paragnaisses intercalados com mármores e calciossilicáticas, micaxistos, quartzitos, formações ferríferas, metavulcânicas básicas e metaconglomerados basais incipientes. É interpretada como indicativa de ambiente marinho raso plataformal[16].
- Formação Equador: quartzitos intercalados por metaconglomerados, calciossilicáticas e micaxistos, também interpretada como ambiente marinho raso plataformal[16].
- Formação Seridó: micaxisto variados intercalados por mármores, calciossilicáticas, paragnaisses, metavulcânicas básicas, quartzitos e metaconglomerados[16]. Essas rochas são interpretadas como pacote de turbiditos flyschóides, tendo em vista feições primárias observadas e dados litogeoquímicos[8].

### Domínio Central
- Domínio Rio Capibaribe: Composto por blocos paleoproterozoicos associados a rochas crustais metamorfisadas de arranjo complexo e idades tonianas ou ainda indeterminadas. [2]

- Domínio Alto Moxotó: De idade paleoproteorozoica, é formado por ortognaisses de alto grau e pequenas intercalações anfibolíticas, cálcio-silicatadas, xistosas e máfico-ultramáficas. [2]

- Domínio Alto Pajeú: É composto por metagrauvacas com diversas intercalações de rochas vulcânicas e ortognaisses [2]. Além disso, é descrito como área-tipo do evento denominado Cariris Velhos, caracterizado por sequências metavulcanossedimentares e augen-gnaisses de ca. 1000-960 Ma.

- Domínio Riacho Gravatá: Constitui uma faixa de rochas supracrustais que inclui metapsamitos e metapelitos com contribuição vulcânica e carbonática, sendo esta última subordinada, também de idade correspondente ao evento Cariris Velhos. [2]

- Domínio Piancó-Alto Brígida: Trata-se de uma faixa de desenvolvimento neoproterozoico e baixo grau metamórfico, é constituída por metassedimentos siliciclásticos (metarritmitos) e metavulcânicas subordinadas, além de uma restrita seção metaconglomerática.  [2].

- Domínio São José do Caiano: É uma região de embasamento paleoproterozoico provavelmente seccionada do Domínio Rio Grande do Norte que se localiza a norte do Lineamento Patos. [2].

- Domínio São Pedro: Esse terreno inclui duas unidades de embasamento arqueano/paleoproterozoico, denominadas Complexo Granjeiro e Complexo Itaizinho, além de uma sequência metavulcanossedimentar de idade Neoproterozóica (Brasiliana), designada Grupo Ipueirinha. [2].

### Domínio Meridional

#### Faixa Sergipana
- Domínio Canindé: composta por sheets graníticos, sequência metavulcanossedimentar, rochas calcissilicáticas, mármores, anfibolito, gabros, dioritos e quartzo-monzonitos porfiríticos.
- Domínio Poço Redondo-Marancó: composto por rochas metavulcanossedimentares formados por sequências psamíticas e pelíticas metamorfizadas na fácies anfibolito (Marancó) e por gnaisses migmatizados (Poço Redondo) intrudidos por diversos corpos graníticos.
- Domínio Macururé: constitui de rochas metavulcanossedimentares, metamorfizadas na fácies anfibolito, composto por micaxistos, quartzitos, mármores e lentes de rochas ultramáficas cloritizadas e serpentinizadas. Ocorrem também corpos graníticos intrusivos neoproterozóicos classificados, segundo o estágio de deformação, como sin-tectônicos e tardi a pós-tectônicos [38].
- Domínio Vaza Barris: apresenta uma grande variedade de rochas metassedimentares associados a carbonatos e metadiamictitos.
- Domínio Estância: constitui de rochas metassedimentares com estruturas primárias preservadas, fracamente deformadas.

#### Faixa Riacho do Pontal
- Zona Interna: formada por rochas metavulcanossedimentares, como os complexos Paulistana e Santa Filomena, fatias do embasamento migmatítico altamente retrabalhadas, além de abundantes intrusões de graníticas da Suíte Afeição;
- Zona Central: é caracterizada pela sequência metavulcanossedimentar do Complexo Monte Orebe, composta por remanescentes de uma crosta oceânica neoproterozoica (ca. 820 Ma) que separava o Cráton São Francisco a sul do Bloco Pernambuco-Alagoas a norte;
- Zona Externa: é composta pelas rochas supracrustais (principalmente metassedimentares clásticas) do Grupo Casa Nova.